# Lagerströmien
Die Lagerströmien oder Kräuselmyrten (Lagerstroemia), seltener Kreppmyrten genannt, sind eine Pflanzengattung innerhalb der Familie der Weiderichgewächse (Lythraceae).

## Beschreibung

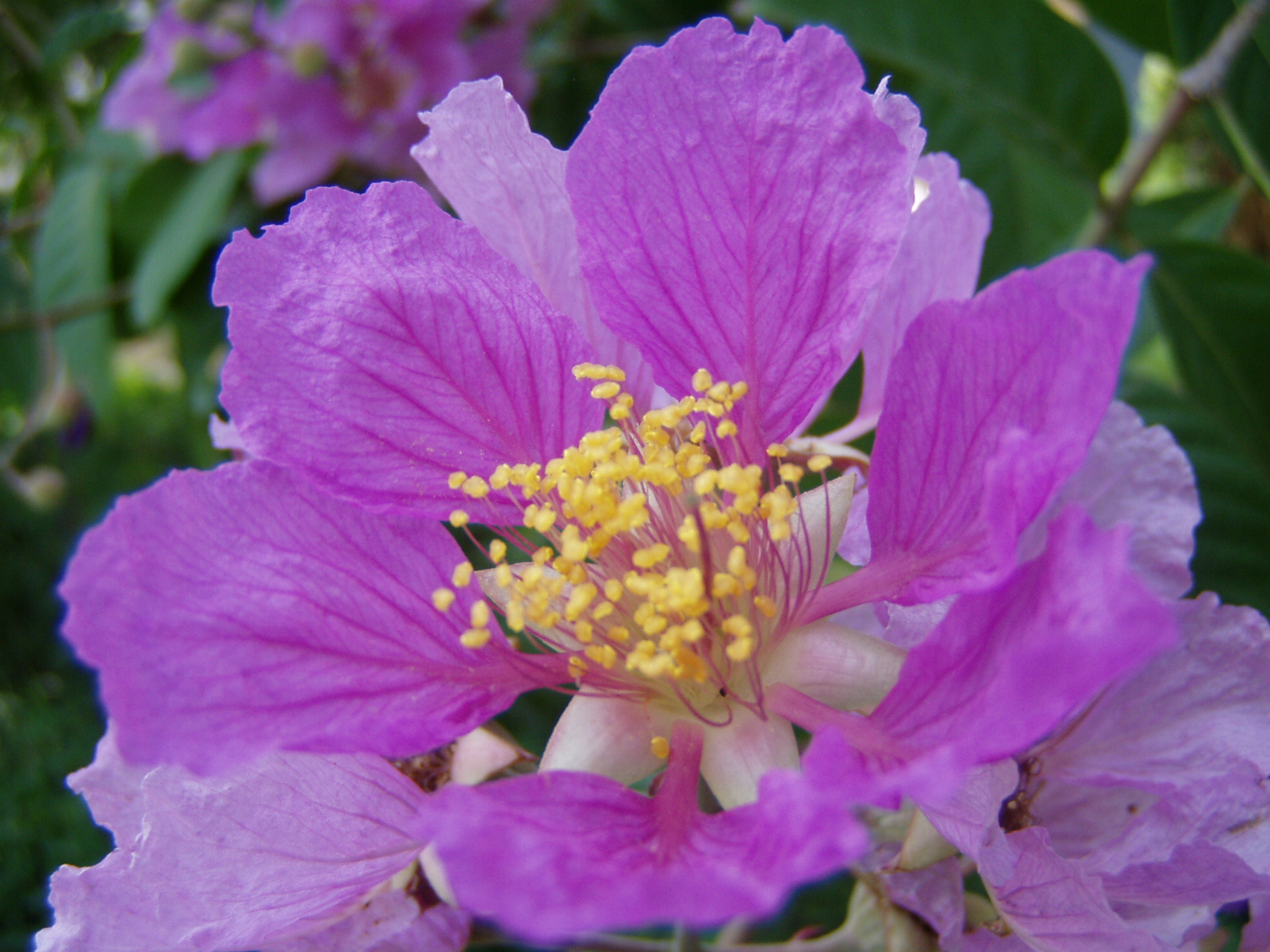
Blüte von Lagerstroemia floribunda

### Vegetative Merkmale
Die Lagerstroemia-Arten sind laubwerfende Bäume oder Sträucher. Die jungen Zweige sind meist vierkantig.
Die einfachen Laubblätter sind je nach Art gegen- oder wechselständig, gestielt oder ungestielt. Die Blattränder sind glatt. Die Nebenblätter sind meist klein.

### Generative Merkmale
Die end- oder achselständigen Blütenstände sind rispig, traubig oder zymös. Die Blüten sind meist duftlos.
Die zwittrigen Blüten sind größtenteils radiärsymmetrisch und meist sechszählig mit doppelter Blütenhülle (Perianth). Nur die Staubblätter sind azyklisch. Der Blütenstiel ist mit einem „Gelenk“ unterteilt, der obere, stielartig Teil wird als Pseudostiel (Pseudopedicel) bezeichnet. Der ledrige Blütenbecher ist trichterförmig. Es kann ein Außenkelch (Auricle, Anhängsel) vorhanden sein. Es sind sechs dreieckige Kelchblätter vorhanden. Es sind sechs oder mehr, schlank genagelte, rosa, purpurne bis weiße, rüschige Kronblätter vorhanden. Es sind meist viele (50 bis 100), seltener sechs bis zwölf, azyklisch angeordnete, fertile, öfters dimorphe Staubblätter vorhanden. Der Pollen ist öfters dimorph. Drei bis sechs Fruchtblätter sind zu einem mittelständigen Fruchtknoten verwachsen. Der Griffel endet in einer kopfigen Narbe. Die Blüten sind meist nektarlos.
Die Kapselfrüchte enthalten geflügelte Samen.

## Ökologie
Die Bestäubung erfolgt durch Insekten (Entomophilie).

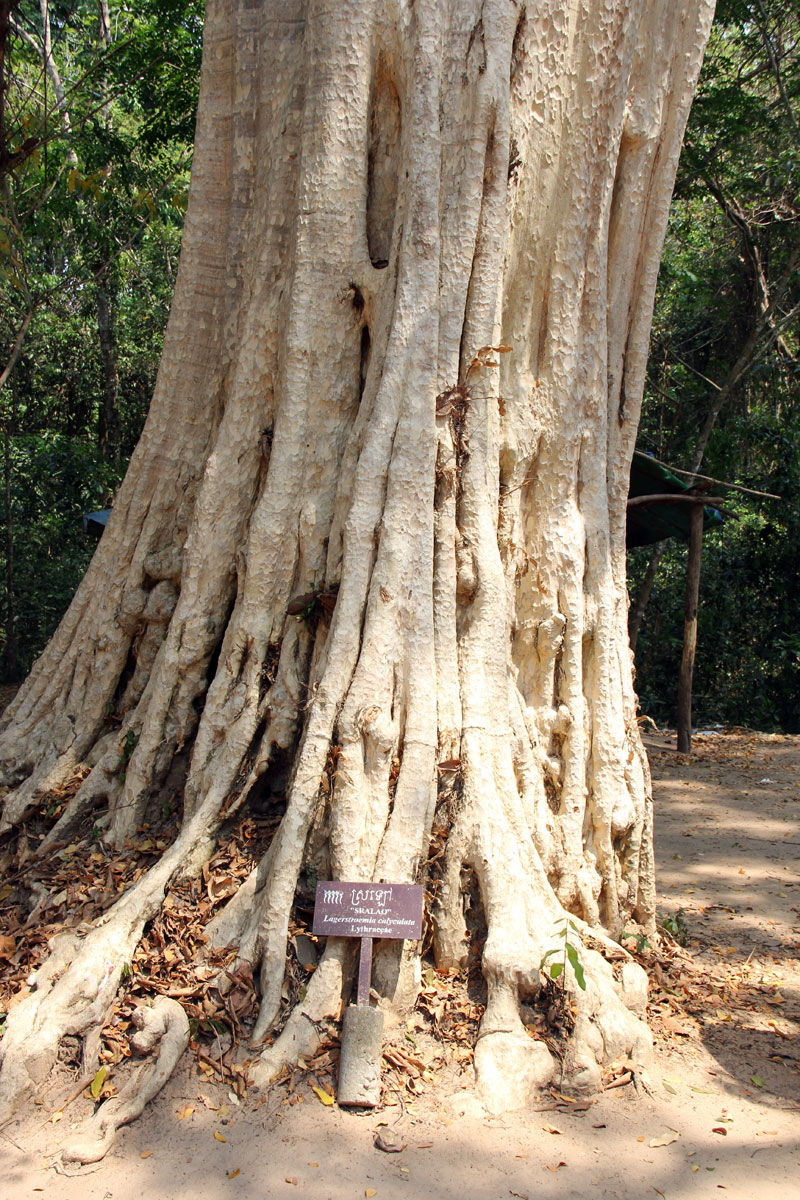
Lagerstroemia calyculata in Angkor (Kambodscha)

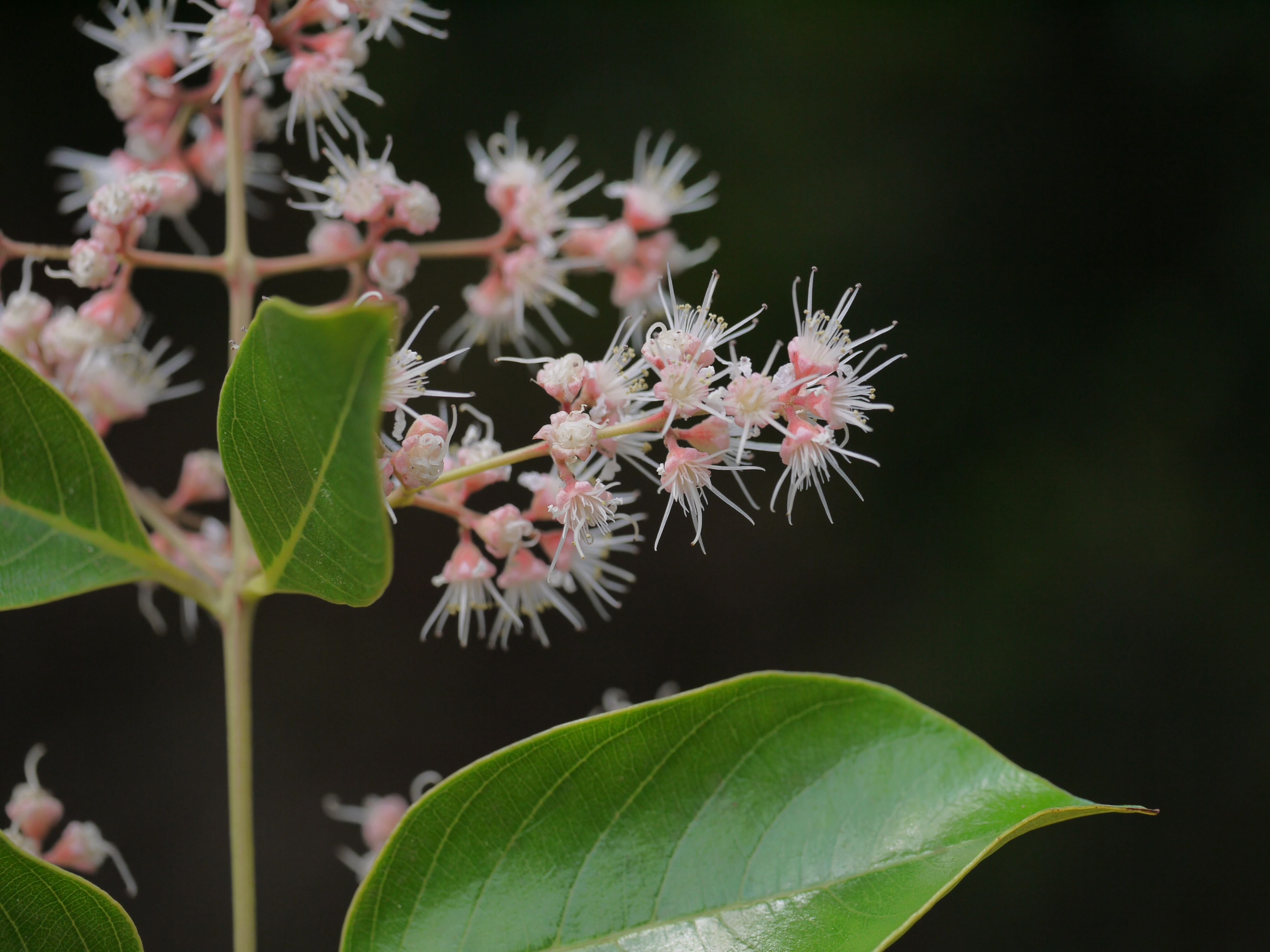
Lagerstroemia microcarpa

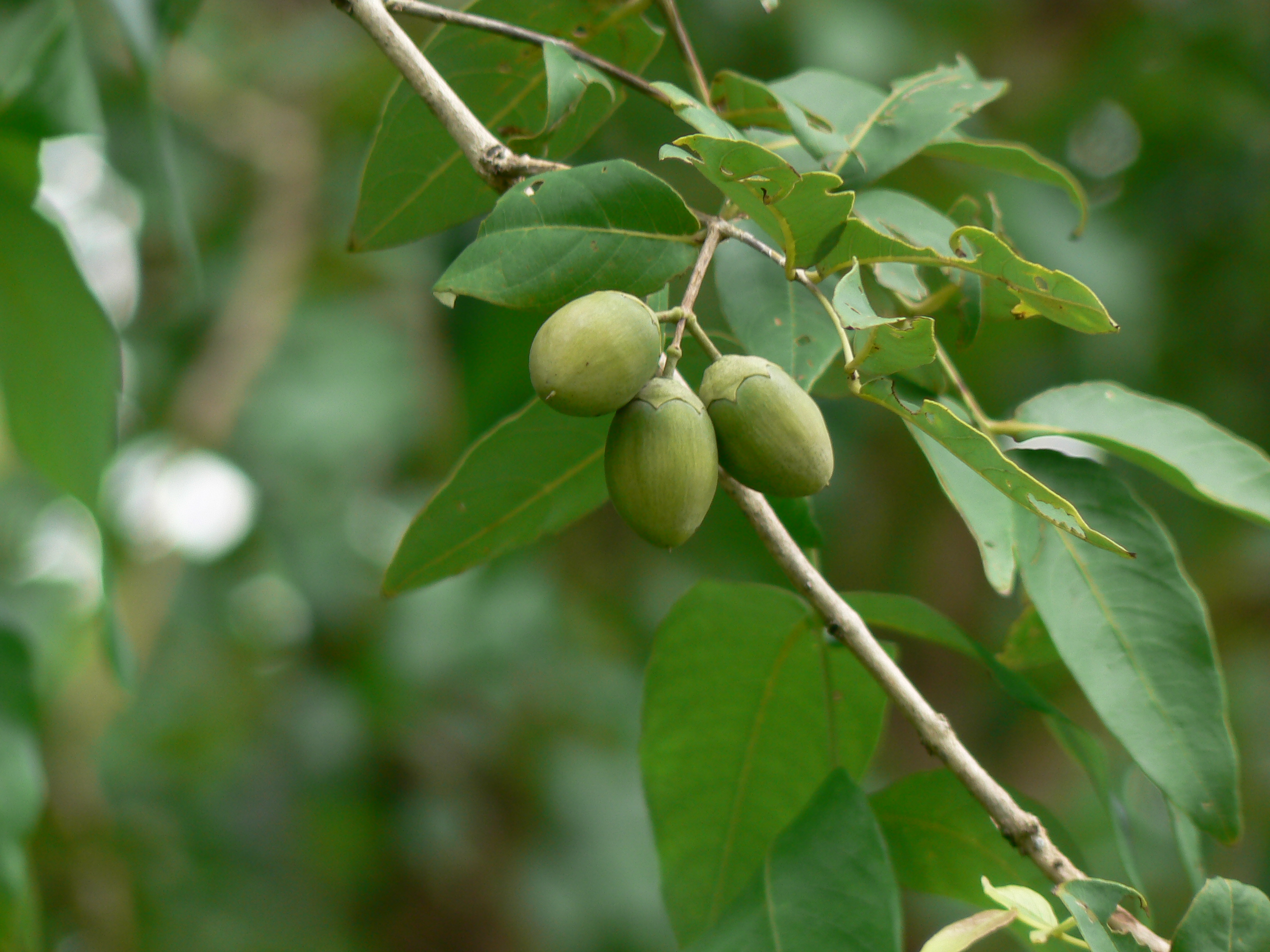
Lagerstroemia parviflora

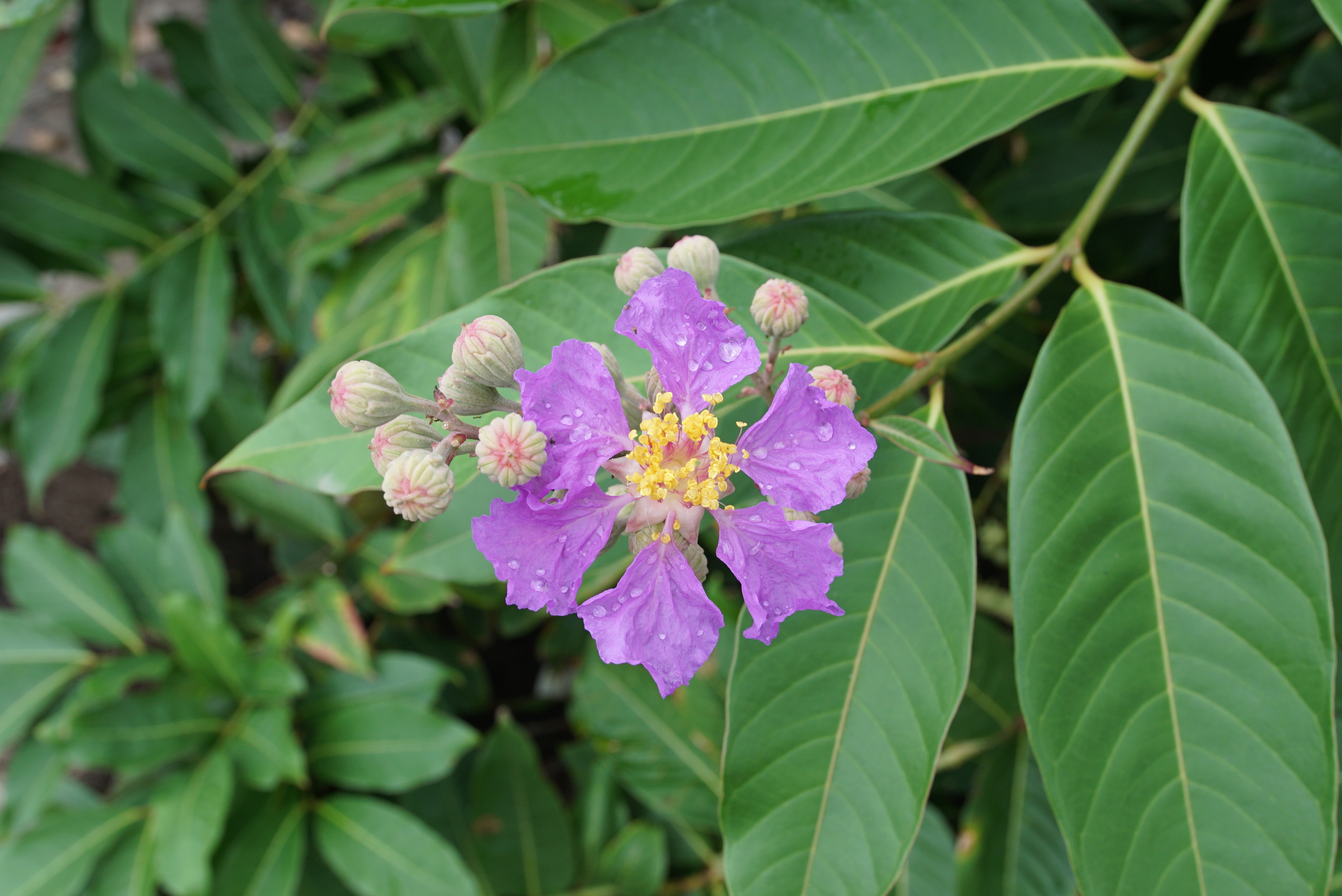
Königinblume (Lagerstroemia speciosa)

## Systematik und Verbreitung
Die Gattung Lagerstroemia wurde 1759 durch Carl von Linné in Systema Naturae, Editio Decima, 2, S. 1068, 1076, 1372 aufgestellt. Der Gattungsname Lagerstroemia ehrt den mit Linné befreundeten Schweden Magnus Lagerström (1691–1769), der Direktor der schwedischen Ostindien-Kompanie war und Linné mit Pflanzenmaterial belieferte. Synonyme für Lagerstroemia L. sind: Fatioa DC., Munchausia L.
Die Arten der Gattung Lagerstroemia sind in den subtropischen bis tropischen Gebieten Asiens und Australiens verbreitet. In nördlicher Richtung reicht das Verbreitungsgebiet bis nach Japan. In China kommen etwa 15 Arten vor, acht davon nur dort.
In der Gattung Lagerstroemia gibt es etwa 50 Arten; hier eine Artenauswahl:
- Lagerstroemia ×amabilis Makino: Hybride von Lagerstroemia indica × Lagerstroemia subcostata
- Lagerstroemia anhuiensis X.H.Guo & S.B.Zhou: Sie wurde 2004 erstbeschrieben. Dieser Endemit kommt nur in Guichi im südlichen Anhui vor.[4]
- Lagerstroemia archeriana F.M.Bailey: Sie kommt in Indonesien, Papua-Neuguinea und in Australien vor.[7]
- Lagerstroemia balansae Koehne (Syn.: Lagerstroemia cochinchinensis Laness.): Nördliches Südostasien.
- Lagerstroemia duperreana Pierre ex Gagnep.: Sie kommt in Thailand, Kambodscha, Laos und Vietnam vor.[7]
- Lagerstroemia fauriei Koehne: Sie kommt in Japan vor.[7]
- Lagerstroemia floribunda Jack: Sie kommt in Thailand, Malaysia, Kambodscha und Vietnam vor.[7]
- Lagerstroemia hirsuta (Lam.) Willd.: Sie kommt in Indien, Bangladesch, Indochina, Malaysia, Thailand und Myanmar vor.[7]
- Chinesische Lagerströmie (Lagerstroemia indica L.): Sie kommt ursprünglich in China, Indochina und Taiwan vor.[7]
- Lagerstroemia limii Merr.: Sie gedeiht in Mischwäldern auf niedrigen Bergen in den chinesischen Provinzen Fujian, Hubei sowie Zhejiang.[4]
- Lagerstroemia indica L.: Aus dem nordöstlichen Indien, Myanmar, Bangladesh, Nepal, Kambodscha, Vietnam und Südchina, Taiwan.
- Lagerstroemia loudonii Teijsm. & Binn.: Sie kommt in Thailand, Kambodscha und Laos vor.[7]
- Lagerstroemia microcarpa Wight: Sie kommt in Indien vor.[7]
- Lagerstroemia parviflora Roxb.: Sie kommt in Indien, Bhutan, Nepal und Myanmar vor.[7]
- Lagerstroemia piriformis Koehne: Sie kommt auf den Philippinen und in Papua-Neuguinea vor.[7]
- Lagerstroemia siamica Gagnep.: Sie kommt in Malaysia, Thailand und Myanmar vor.[7]
- Königinblume (Lagerstroemia speciosa (L.) Pers.): Sie kommt in Sri Lanka, Indien, Thailand, Malaysia, Kambodscha, Myanmar, Vietnam, in Indonesien und auf den Philippinen vor.[7]
- Lagerstroemia subcostata Koehne: Sie kommt in China, Japan, Taiwan und auf der Philippinen-Insel Luzon vor.[7]
- Lagerstroemia tomentosa C.Presl: Sie kommt in Thailand, Myanmar, Laos, Vietnam und Yunnan vor.[7]
- Lagerstroemia villosa Wall. ex Kurz: Sie kommt in Thailand, Myanmar und Yunnan vor.[7]

## Nutzung
Mehrere Arten und ihre Sorten sind, vor allem wegen ihrer Blütenpracht, als Zierpflanzen in Kultur. Vor allem von der Chinesischen Lagerströmie (Lagerstroemia indica) sind viele Formen gezüchtet worden. Sie eignen sich auch für kühle Wintergärten.
Sie wird als Zierpflanze im mediterranen Raum verwendet und kann auch als Kübelpflanze verwendet werden. Aufgrund ihrer Frosthärte kann die Lagerströmie (Lagerstroemia indica) auch im Weinbaugebiet in geschützten Lagen ausgepflanzt werden (USDA-Klimazonen 7–11).
Das sehr schöne, gemaserte und rötlich-gelbe, mittelschwere Satinholz ist sehr begehrt. Es ist bekannt als Pyinma.